# 地鶏

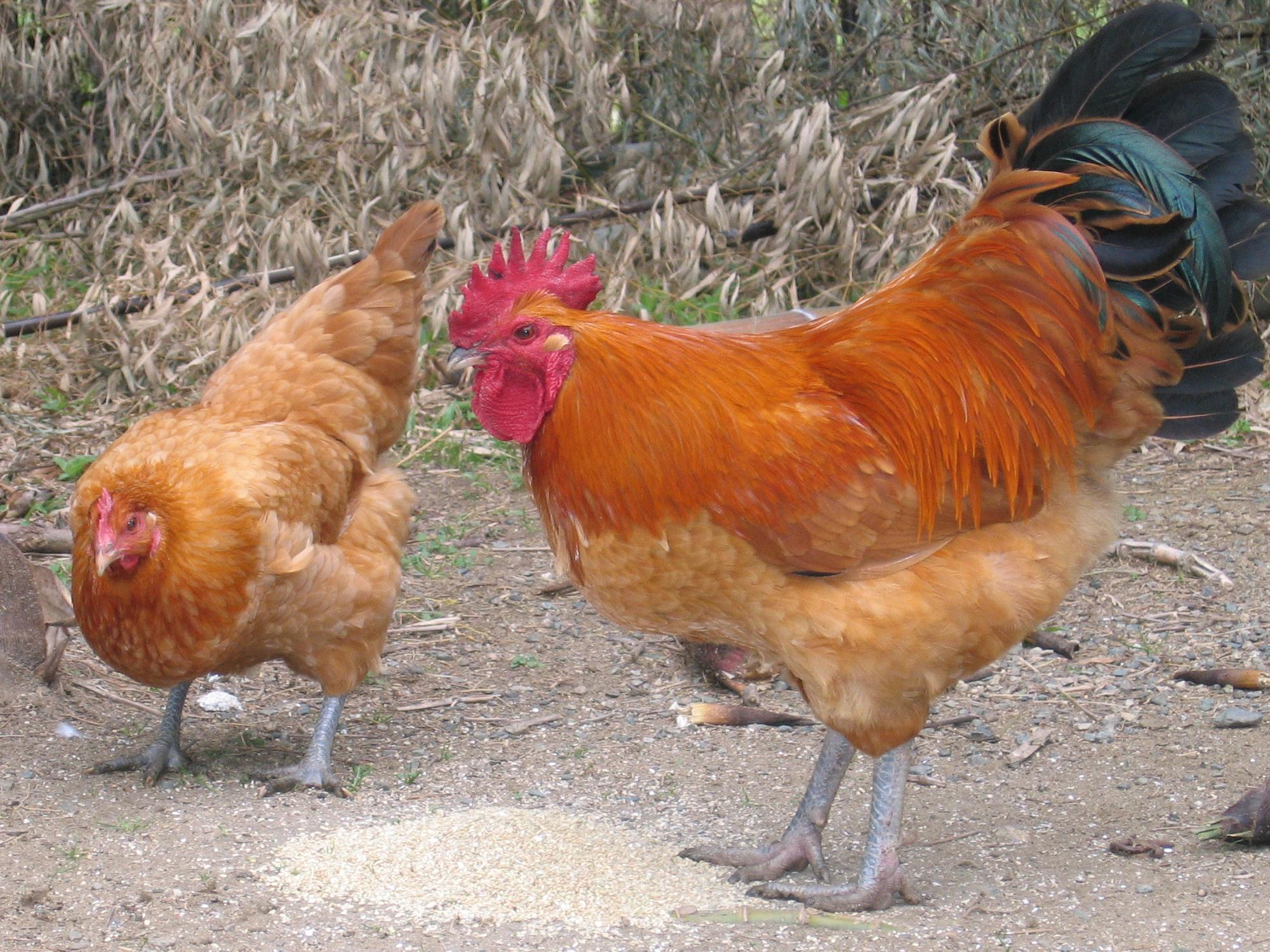
地鶏の代表格、名古屋コーチン

地鶏（じどり）とは、日本農林規格（JAS）に記載されている、在来種由来の血液百分率が50%以上の国産鶏の総称。地鳥。

## 概要
在来種純系によるもの、または在来種を素びなの生産の両親か片親に使ったものである。飼育期間が75日以上であり、28日齢以降は平飼いで1m2当たり10羽以下で飼育しなければならない。
平飼いとは、鶏舎内、又は屋外において、鶏が床面（地面）を自由に運動できるようにして飼育する方法。
「農林物資の規格化及び品質表示の適正化に関する法律」（いわゆるJAS法）の規定は全業者への強制力があるわけではなく、地鶏は地面で育てた鶏、もしくは地元の鶏などの意味だと主張されることもあるが、JAS法の定義を満たさない鶏の加工品を地鶏として売ることは「不当景品類及び不当表示防止法」（いわゆる景品表示法）違反の恐れがある。

## 地鶏の種類
出典：国産銘柄鶏ガイドブック2007:2012
- 北海地鶏（北海道）
- 青森シャモロック（青森県）
- 南部かしわ（岩手県）
- 比内鶏または比内地鶏（秋田県）
- やまがた地鶏（山形県）
- 川俣シャモ（福島県）
- 会津地鶏（福島県）
- 奥久慈しゃも（茨城県）
- やさとしゃも（茨城県）
- 筑波地鶏（茨城県）
- 栃木しゃも（栃木県）
- 上州地鶏（群馬県）
- タマシャモ（埼玉県）
- 房総地どり（千葉県）
- にいがた地鶏（新潟県）
- 福地鶏[6]（福井県）
- 甲州地どり（山梨県）
- 信州黄金シャモ（長野県）
- かながわ鶏（神奈川県）かながわブランド登録品（かながわ鶏生産組合事務局（一社）神奈川県畜産会）親に母「岡崎おうはん」と父「シャモ833系統」を持つ純国産地鶏
- 美濃地鶏（岐阜県）
- 奥美濃古地鶏（郡上地鶏）（岐阜県）
- 一黒シャモ（静岡県）
- 駿河シャモ（静岡県）
- 名古屋種（愛知県）
- 純系名古屋コーチン（愛知県）
- 熊野地どり（三重県）
- 松阪地どり（三重県）
- 伊勢二見ヶ浦夫婦地鶏（三重県）
- 近江しゃも（滋賀県）
- 京地どり（京都府）
- 地鶏　丹波黒どり（京都府）
- 京赤地どり（京都府）
- 葵之地鶏（大阪府）
- 丹波地どり（兵庫県）
- 松風地どり（兵庫県）
- 大和肉鶏（奈良県）
- 紀州地鶏（和歌山県）
- 鳥取産大山地どり（大山シャモ）（鳥取県）
- 鳥取地どり ピヨ（鳥取県）
- おかやま地どり（岡山県）
- 岡山桃太郎地どり（岡山県）
- 長州黒かしわ（山口県）[要出典]
- 阿波尾鶏（徳島県）
- 讃岐コーチン（香川県）
- 地鶏　瀬戸赤どり（香川県）
- 伊予赤どり（愛媛県）
- 伊予路しゃも（愛媛県）
- 媛っこ地鶏（愛媛県）
- 奥伊予地鶏（愛媛県）
- 道後地鶏（愛媛県）
- 土佐はちきん地鶏（高知県）
- 土佐ジロー（高知県）
- はかた地どり（福岡県）
- つしま地どり（長崎県）
- 天草大王（熊本県）
- 熊本コーチン（熊本県）
- 豊のしゃも（大分県）
- おおいた冠地どり（大分県）
- みやざき地頭鶏（宮崎県）
- さつま地鶏（鹿児島県）
- さつま若しゃも（鹿児島県）
- 黒さつま鶏（鹿児島県）
- 蜀鶏（新潟県）[要出典]

## 日本農林規格に記載されている在来種
明治時代までに国内で成立し、又は導入され定着した品種。これらが由来の血液百分率が50%以上の鶏が地鶏として認定される。
- 会津地鶏
- 伊勢地鶏
- 岩手地鶏
- インギー鶏
- 烏骨鶏
- 鶉矮鶏
- ウタイチャーン
- エーコク
- 横斑プリマスロック
- 沖縄髯地鶏
- 尾長鶏
- 河内奴鶏
- 雁鶏

- 岐阜地鶏
- 熊本種
- 久連子鶏
- 黒柏鶏
- コーチン
- 声良鶏
- 薩摩鶏
- 佐渡髯地鶏
- 地頭鶏
- 芝鶏
- 軍鶏
- 小国鶏
- 矮鶏

- 東天紅鶏
- 蜀鶏
- 土佐九斤
- 土佐地鶏
- 対馬地鶏
- 名古屋種
- 比内鶏
- 三河種
- 蓑曳矮鶏
- 蓑曳鶏
- 宮地鶏
- 地頭鶏
- ロードアイランドレッド